# Барбу Стефанеску-Делавранча
Барбу Стефанеску-Делавранча (справжні ім'я та прізвище — Барбу Штефанеску, рум. Barbu Ştefănescu Delavrancea, 11 квітня 1858, поблизу Бухареста — 29 листопада 1918, Ясси) — румунський письменник, поет, публіцист, політичний діяч. Член Румунської академії (з 1912). Один з провідних діячів національного відродження Румунії.

## Біографія

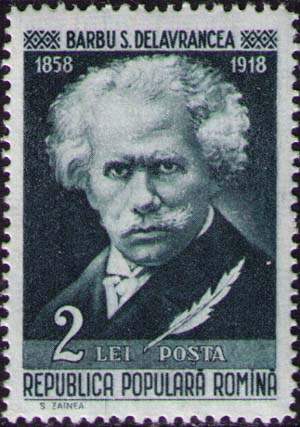
Барбу Cтефанеску-Делавранча на поштовій марці Румунії, 1958

Народився в багатодітній сім'ї. Вивчав право в університеті Бухареста, потім навчався в Парижі.
В кінці життя Делавранча був депутатом і міністром громадських робіт.
Помер і похований у Яссах.

## Творчість
Автор реалістичних новел з акцентами на соціально-громадській критиці, поем в прозі, драматичних творів.
Як поет дебютував в 1877 з віршами в газеті «Вільна Румунія». Як новеліст — в 1883. Його перша книга оповідань «Султеніке» (1883) присвячена життю села. Реалістичний талант письменника в повній мірі проявився в Новелістичному збірнику «Паразити» (1893), що розкриває картину морального занепаду суспільства. У циклі історичних трагедій «Захід сонця» (1909), «Буран» (1910), «Зірка» (1911) Делавранча звернувся до минулого країни, воскрешаючи драматичні ситуації внутрішніх міжусобиць, що неминуче супроводжували багатовікову боротьбу за незалежність.